# Seznam tvrzí v Jihomoravském kraji
Seznam tvrzí nacházejících se v Jihomoravském kraji, seřazených podle abecedy:

## A
- Alexovice
- Aloch

## B
- Boskovštejn
- Bošovice
- Brankovice
- Budkovice
- Bulhary

## D
- Dambořice
- Dobřínsko
- Dvorce

## H
- Haluzice
- Horní Kounice
- Hrádek u Vítovic
- Hradištěk u Jezery
- Hustopeče

## K
- Konůvky
- Koválov

## M
- Mikulčice
- Milonice
- Moravské Prusy

## N
- Nemotice
- Nevojice
- Němčičky
- Nosislav

## O
- Olbramovice
- Omice

## P
- Pavlovice
- Petrovice
- Podolí
- Popice
- Pustý zámek

## R
- Rudka

## S
- Senorady
- Skryje
- Slatina
- Sobůlky
- Sokolnice
- Stará Břeclav

## Š
- Švábenice

## T
- Tvrdonice
- Tvrz v Královské zahradě
- Týnec

## U
- Újezd u Boskovic
- Újezd u Černé Hory
- Úsobrno

## V
- Velké Bílovice
- Vlkoš
- Vratěnín
- Vysoké Popovice

## Ž
- Žerotice